# Wilcza (obwód homelski)
Wilcza (biał. Вільча; ros. Вильча, Wilcza) – wieś na Białorusi, w obwodzie homelskim, w rejonie żytkowickim, w sielsowiecie Ludzieniewicze.

## Warunki naturalne
Wieś położona jest nad Słuczą, będąc ostatnią miejscowością nad tą rzeką przed jej ujściem do Prypeci. Leży na terenie Rezerwatu Krajobrazowego Środkowa Prypeć.

## Historia
Dawniej własność Radziwiłłów. W XIX i w początkach XX w. położona była w Rosji, w guberni mińskiej, w powiecie mozyrskim.
W latach 1919–1920 znajdowała się pod Zarządem Cywilnym Ziem Wschodnich, w okręgu brzeskim, w powiecie mozyrskim. Ustalona w traktacie ryskim granica polsko-sowiecka przebiegła w tych okolicach na Słuczy, czyniąc Wilczę miejscowością nadgraniczną w składzie Związku Sowieckiego. Od 1991 w niepodległej Białorusi.
Na przeciwnym brzegu Słuczy położona jest wieś o tej samej nazwie. Miejscowości te zostały przedzielone przez traktat ryski polsko-sowiecką granicą państwową, która w okolicy Wilczy zachowała się do dziś, obecnie będąc granicą obwodów.